# قارچ تخم‌مرغی
قارچ تخم‌مرغی (نام علمی: Bolbitius titubans) نام یک گونه قارچ غیرخوراکی از راسته قارچ‌های تیغک‌دار است.